# Anoeme flavicornis
Anoeme flavicornis là một loài bọ cánh cứng trong họ Cerambycidae.